# Мендес, Лаура
Лаура Мендес Эскер (исп. Laura Méndez Esquer; род. 6 ноября 1988, Валенсия) — испанская легкоатлетка, специалистка по бегу на средние и длинные дистанции, марафону. Выступает на профессиональном уровне с 2006 года, призёрка первенств национального значения, участница летних Олимпийских игр в Токио.

## Биография
Лаура Мендес родилась 6 ноября 1988 года в Валенсии, Испания. Начала заниматься лёгкой атлетикой в возрасте 11 лет.
С 2006 года регулярно принимала участие в различных соревнованиях национального уровня, клубных стартах, бегала на средние дистанции.
В 2014 году установила свои личные рекорды в беге на 800, 1500 и 3000 метров — 2:09.58, 4:13.51 и 9:12.34 соответственно.
В 2020 году вошла в состав испанской сборной и выступил на чемпионате мира по полумарафону в Гдыне — на финише показала время 1:12:58, расположившись в итоговом протоколе на 61-й строке.
В 2021 году с личным рекордом 2:29:28 финишировала девятой на Энсхедском марафоне. Выполнив олимпийский квалификационный норматив (2:29:30), удостоилась права защищать честь страны на летних Олимпийских играх в Токио — здесь в программе марафона преодолела 30 км, после чего сошла с дистанции.
В 2022 году стала шестой в полумарафоне на домашнем иберо-американском чемпионате в Ла-Нусии, в марафоне показала 32-й результат на чемпионате Европы в Мюнхене (2:39:15), вместе с соотечественницами выиграла серебряную медаль в женском командном зачёте разыгрывавшегося здесь Кубка Европы по марафону.
В 2023 году завоевала серебряную награду на чемпионате Испании по бегу по шоссе в Сантандере, установив при этом свой личный рекорд в полумарафоне — 1:11:58.